# محمد عبد الجبار
 محمد عبد الجبار (1970-) مغني عراقي.

## مشواره الفني
ظهوره على الساحة كان في العام 2000 من خلال تلفزيون الشباب بداياته كانت في فرقة (دانة) مع الأغاني ذات الإيقاع السريع ثم توجه للأغاني الطربية تأثر بالفنان رياض أحمد و لاسيما في المواويل، ابتعد بعدها عن هذا الأسلوب ورسم لوناً خاصاً به
تنقل بين عدة دول عربية منها الأردن واستقر في الإمارات العربية المتحدة

## ألبومات[3]
| الألبوم                | العام | المنتج   |
| ---------------------- | ----- | -------- |
| حب وشجن                | 2002  |          |
| لا يا ظالم             | 2003  |          |
| مو مهم                 | 2008  | روتانا   |
| شارع الحب مع خضير هادي | 2010  | الشموس   |
| يجيني الليل            | 2012  | الإمارات |

## الأغاني
| السنة | اسم الأغنية | كلمات         | الحان     | ملاحظة                | م.    |
| ----- | ----------- | ------------- | --------- | --------------------- | ----- |
| 2017  | أسجل روحي   | حامد الغرباوي | مدين      |                       | [ 5 ] |
| 2019  | ما مجبور    | جبار المياحي  | علي صابر  |                       | [ 6 ] |
| 2019  | حبك كبر     | محمد الجبوري  | نور الزين | بالتعاون مع نور الزين | [ 7 ] |
| 2025  | وردة        | طاهر سلمان    | علي بدر   |                       | [ 8 ] |